# Cocoa (API)
Cocoa es un framework que permite el desarrollo de aplicaciones nativas para macOS. En el caso de iOS el framework se llama "Cocoa Touch" que incluye reconocimiento gestual, animaciones y una biblioteca distinta para la interfaz de usuario; el cual se usa en dispositivos Apple como el iPhone, el iPod Touch y el iPad.
Principalmente, el lenguaje en el que se programa con esta biblioteca es Objective-C, lenguaje orientado a objetos, además de swift, el nuevo lenguaje que Apple presentó en 2014, aunque también es posible programar con otros lenguajes de programación.
El entorno de desarrollo que Apple proporciona es Xcode. Este entorno de desarrollo es gratuito, y proporciona muchas ayudas de productividad. Aun así, algunos programadores para tener un mayor control prefieren utilizar directamente las GNU Compiler Collection.
Por el contrario Xcode sólo está disponible para macOS. Sin embargo, se puede acceder al ambiente de programación usando otras herramientas, tales como Clozure CL, LispWorks, Object Pascal, Python, Perl, Ruby y AppleScript con la ayuda programas de interconexión como PasCocoa, PyObjC, CamelBones, RubyCocoa y D/Objective-C Bridge .